# Ботор
Ботор (фр. Beautor) насеље је и општина у североисточној Француској у региону Пикардија, у департману Ен (Пикардија) која припада префектури Лаон.
По подацима из 2011. године у општини је живело 2658 становника, а густина насељености је износила 357,26 становника/km². Општина се простире на површини од 7,44 km². Налази се на средњој надморској висини од 50 метара (максималној 61 m, а минималној 45 m).

## Демографија
| 1962. | 1968. | 1975. | 1982. | 1990. | 1999. | 2011. |
| ----- | ----- | ----- | ----- | ----- | ----- | ----- |
| 3.326 | 3.870 | 3.595 | 3.323 | 3.114 | 2.977 | 2.658 |

График промене броја становника у току последњих година